# Prince Ratsimamanga
Le prince Ratsimamanga est un aristocrate malgache qui a été exécuté le 15 octobre 1896 sur ordre du résident général français Joseph Gallieni.

## Biographie

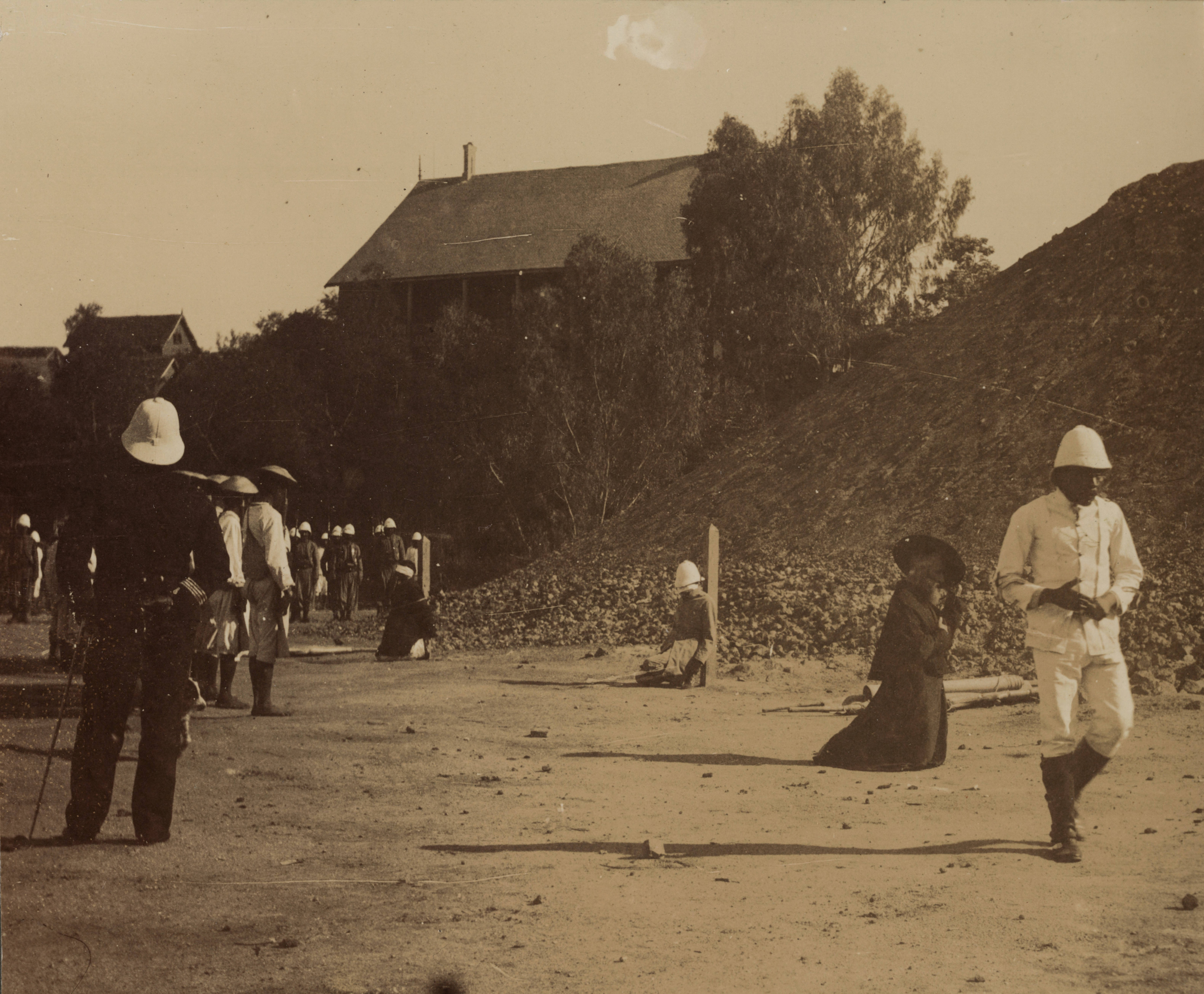
Exécution du prince Ratsimamanga et du ministre Rainandriamampandry, sur ordre de Gallieni, le 11 octobre 1896.

À la suite du soulèvement insurrectionnel Menalamba, il est arrêté en même temps que le ministre de l'Intérieur malgache Rainandriamampandry sur ordre du résident général français Joseph Gallieni le 11 octobre 1896, tout juste au lendemain du départ de l’ancien résident général Laroche. Il est traduit devant le Conseil de guerre pour rébellion et « fahavalisme ». Le 15 octobre, à l’issue d’une parodie de procès,, tous deux sont condamnés à mort et exécutés à titre d’exemple, souhaitant faire « forte impression sur les indigènes ». Un des membres du Conseil de guerre devait confirmer par la suite que les deux accusés avaient été « condamnés sur ordre » de Gallieni. Ce dernier détruit le procès-verbal de l’audience plutôt que de le transmettre aux archives militaires. 

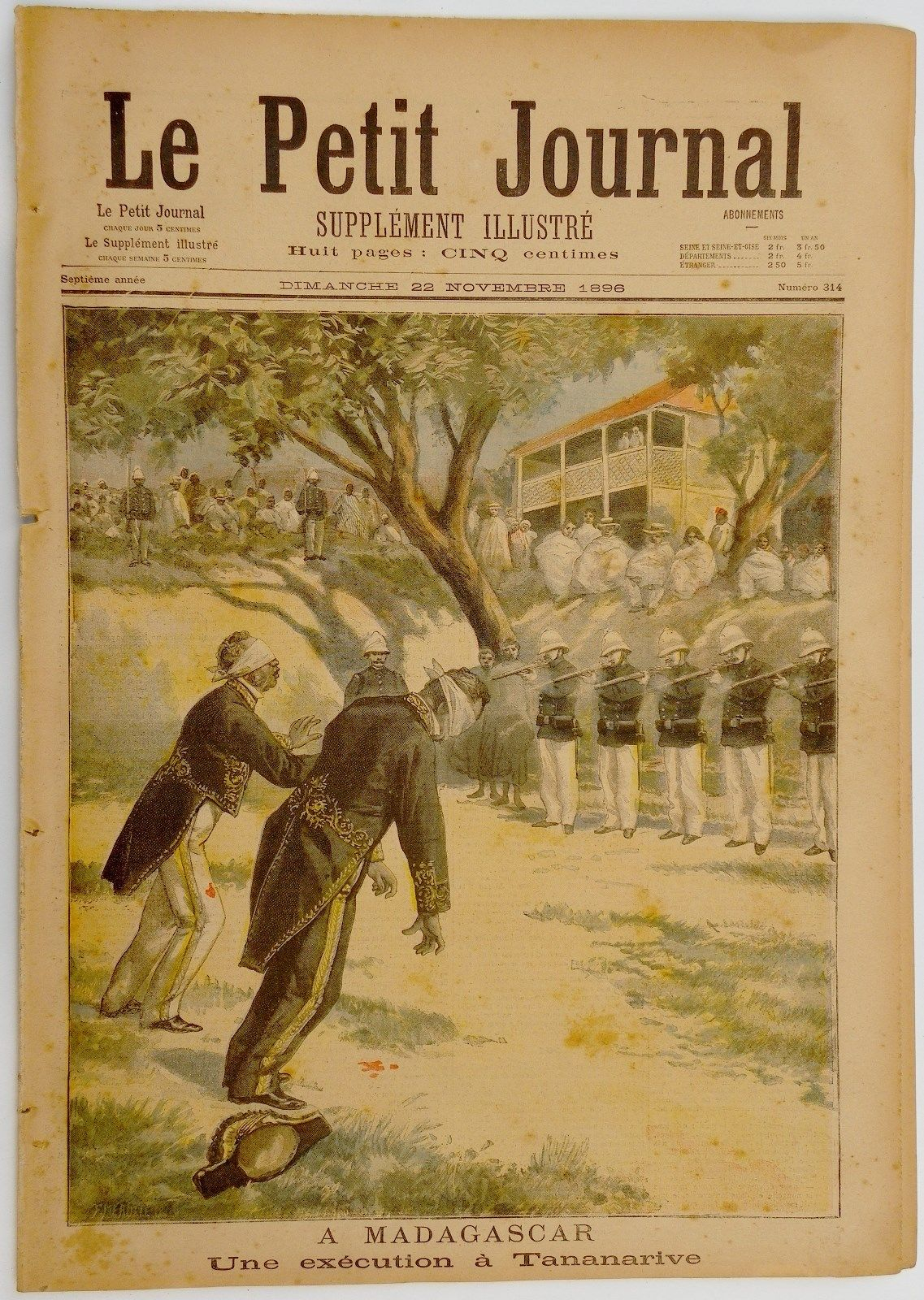
Première page du Petit Journal du 22 novembre 1896.

Le Petit Journal du 22 novembre 1896 écrit : « Comme il fallait une leçon aux révoltés, on s'est emparé de deux grands personnages qui avaient pactisé avec eux, ce sont le prince Ratsimamanga et le ministre de l'Intérieur Rainandriamampandry ; tous deux ont été jugés, condamnés et fusillés, le tout avec une rapidité qui inspirera des réflexions salutaires à leurs complices ».
Le prince Ratsimamanga était :
- le frère de Raketaka, qui était la mère de la reine Ranavalona III, destituée quelques mois plus tard.
- le grand-père du scientifique Albert Rakoto Ratsimamanga

## Sources et liens externes
- Commémoration de l'exécution de Rainandriamampandry avec le Prince Ratsimamanga, madagascar-tribune.com, Randria Maeva, 11 octobre 2016
- 15 octobre 1896: Exécution sur ordre de Galliéni du ministre Rainandriamampandry (Madagascar), synthèse sur le site de Jacques Morel, 3 mai 2003
- Stephen Ellis, L'insurrection des Menalamba, Karthala, 1998, page 157
- Janine Harovelo, La SFIO et Madagascar - 1947, l'Harmattan, 1995, page 115.